# Isaac Hlatshwayo
Isaac Hlatshwayo est un boxeur sud-africain né le 4 octobre 1977 à Shisasi.

## Carrière
Champion d'Afrique du Sud des poids légers entre 2002 et 2004, il remporte la ceinture vacante de champion du monde des poids welters IBF en battant aux points par décision partagée le dominicain Delvin Rodriguez le 1er août 2009. Il perd cette ceinture dès le combat suivant à Johannesbourg face au slovène Jan Zaveck en étant arrêté par l'arbitre au troisième round.